# Ryaull
Ryaullen från ryafårets långa, vågiga och glansiga ull blir ett garn med glans och styrka som lämpar sig väl för till exempel ryamattor och väggbonader med inplock av ull.
Ryaullen var på väg att försvinna helt intill dess att insatser gjordes runt början av 1900-talet av Axel Nilsson och Emma Zorn att rädda de ryafår (dalapälsfår) som fanns kvar i Dalarna.